# Nitrurare
Nitrurarea este tratamentul termochimic prin care suprafața materialului este îmbogățită în azot, cu scopul îmbunătățirii caracteristicilor de exploatare.
Tratamentul de nitrurare este caracteristic oțelurilor, dar există și rezultate în domeniul titanului, aluminiului și molibdenului. Nitrurarea și variante ale ei este caracteristică produselor din industria auto, solicitate intens la forțe ridicate de contact, precum și frecare intensă.

## Variante ale nitrurării
Există 3 variante răspândite ale nitrurării:
- nitrurarea în gaze
- nitrurarea în săruri
- nitrurarea în plasmă sau ionică

Nitrurarea în gaze folosește atomii liberi de azot eliberați de disocierea amoniacului pe suprafața materialului de nitrurat, care difuzează în suprafața materialului de nitrurat.
Nitrurarea în săruri folosește capacitatea unor săruri în fază lichidă (topite) de a elibera atomi liberi de azot, care difuzează în suprafața materialului